# Mosquiter de Lompobattang
El mosquiter de Lompobattang (Phylloscopus sarasinorum) és una espècie d'ocell de la família dels fil·loscòpids (Phylloscopidae). És endèmic del les muntanyes del sud-oest de l'illa de Sulawesi, a Indonèsia. Els seus hàbitats principals són els boscos tropicals i subtropicals de frondoses humits de l'estatge montà. El seu estat de conservació es considera gairebé amenaçat.

## Taxonomia
Anteriorment Phylloscopus sarasinorum es considerava coespecífic amb Phylloscopus nesophilus, ocupant tota l'illa de Sulaewsi. Tanmateix, el 2021, algunes autoritats van passar a considerar les dues subespècies de sarasinorum com a espècies separades.
Segons el Handook of the Birds of the World i la quarta versió de la BirdLife International Checklist of the birds of the world (Desembre 2019), el mosquiter de Lompobattang presenta dues subespècies: (P.s. sarasinorum i P.s. nesophilus). Tanmateix, en la llista mundial d'ocells del Congrés Ornitològic Internacional (versió 13.2, juliol 2023) la subespècie nesophilus, al sud-oest de Sulawesi, es considera una espècie separada: Phylloscopus nesophilus.